# Uppland-Regiment

Regimentszeichen

Das Uppland-Regiment (Schwedisch:  Upplands regemente), auch als I 8 bezeichnet,  war ein Infanterieregiment der schwedischen Armee, das seinen Ursprung im 16. Jahrhundert hatte. Es wurde 1957 aufgelöst. Die Soldaten des Regiments wurden ursprünglich über das Einteilungswerk aus der Provinz Uppland rekrutiert und wurden dort stationiert.

## Weblink
- www.hhogman.se (Abgerufen am 1. Juli 2021).